# مستكشف بيانات الكواكب غير الشمسية
بيانات مستكشف كوكب خارج المجموعة الشمسية هو جدول تفاعلي ومخطط لاستكشاف وعرض بيانات قاعدة بيانات مدار كوكب خارج المجموعة الشمسية لكواكب تصل إلى 24 من كتلة كوكب المشتري وقاعدة بيانات مدار كوكب خارج المجموعة هي مجموعة أنشئت بعناية من المعلمات المدارية الطيفية للكواكب الخارجية التي تدور حول نجوم عادية.